# Futtsu (Chiba)
Futtsu (富津市 Futtsu-shi?) es una ciudad localizada al noroeste de Chiba, Japón.
A partir del 2003, la ciudad tiene una población de  51.528 y una densidad de 251,17 personas por km². La superficie total es de 205,15 km².
La ciudad fue fundada el 1 de septiembre de 1971.

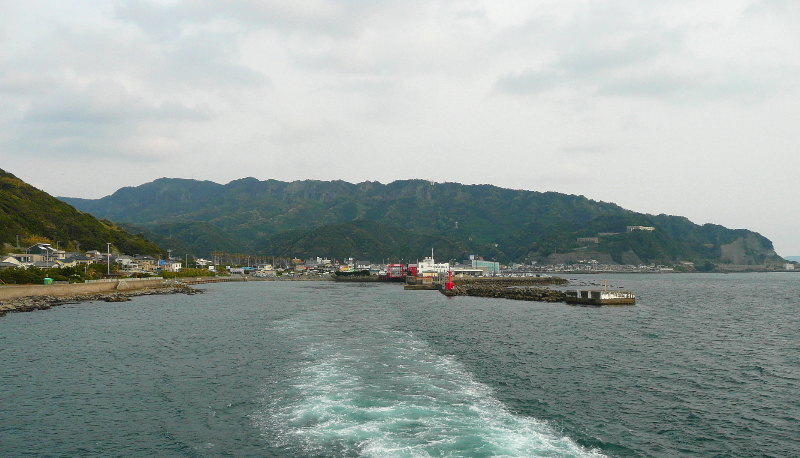
Montaña Nokogiriyama, en frente del Puerto de Kanaya.